# Gruft
Gruft är en bergstopp i Österrike.   Den ligger i distriktet Feldkirchen och förbundslandet Kärnten, i den centrala delen av landet, 240 km sydväst om huvudstaden Wien. Toppen på Gruft är 2 232 meter över havet, eller 163 meter över den omgivande terrängen. Bredden vid basen är 2,2 km. Gruft ingår i Gurktaler Alpen.
Terrängen runt Gruft är kuperad åt sydväst, men åt nordost är den bergig. Närmaste större samhälle är Radenthein, 18,5 km sydväst om Gruft. 
I omgivningarna runt Gruft växer i huvudsak blandskog. Runt Gruft är det ganska tätbefolkat, med 56 invånare per kvadratkilometer.